# Емельянов, Степан Фёдорович
Степа́н Фёдорович Емелья́нов (1902, деревня Ташлияр, Ирехтинская волость, Мензелинский уезд, Казанской губернии — 1988) — один из руководителей органов внутренних дел и государственной безопасности Азербайджанской ССР, генерал-майор.

## Биография
Родился в семье крестьянина-бедняка. До 13 лет учился в сельской школе, после чего стал работать в хозяйстве отца в Ташлияре.
С сентября 1919 по июль 1923 года учился в профтехшколе (г. Мамадыш), затем до мая 1924 года работал слесарем в совхозе «Красная горка» (Мамадыш).
C мая 1924 по октябрь 1925 года служил в рядах РККА — оружейным мастером 65-го стрелкового полка 22-й Краснодарской дивизии.
Переехал в Баку. С ноября 1925 по октябрь 1928 года — токарь, затем председатель заводского комитета кислотно-карбидного завода треста «Азнефть». В мае 1927 года вступил в ВКП(б).
С октября 1928 по сентябрь 1931 года — народный судья трудового и объединённого Бакинского суда.
С 1929 по сентябрь 1931 года учился на рабфаке при Азербайджанском индустриальном институте. В сентябре 1931 года поступил в институт и окончил его в июле 1936 года. Одновременно с марта 1933 по май 1934 года — техник управления автобусного сообщения треста Бакинской городской электрической железной дороги, затем до сентября 1935 — инженер-механик Бакинской городской электрической железной дороги.
С июля 1936 года работал в «Бакгортрамвае»: вначале начальником производственно-технического отдела, с августа 1937 года — начальником службы подвижного состава.
С мая 1938 года перешёл на партийную работу — был избран первым секретарём Дзержинского райкома КП(б) Азербайджана (г. Баку); оставался на этой должности по январь 1939 года.

### Служба в органах МВД Азербайджана
С 11 февраля 1939 по 26 февраля 1941 года — нарком внутренних дел Азербайджанской ССР; 25 марта 1939 года присвоено звание старшего майора госбезопасности. В связи с выделением из наркомата внутренних дел наркомата государственной безопасности с 26 февраля по 31 июля 1941 года занимал должность наркома государственной безопасности Азербайджанской ССР. С объединением наркоматов внутренних дел и госбезопасности с 7 августа 1941 по 7 мая 1943 года занимал должность первого заместителя наркома внутренних дел Азербайджанской ССР; одновременно (с 12 декабря 1942 по 7 мая 1943) — начальник 4-го отдела НКВД республики. 14 февраля 1943 года присвоено звание «комиссар государственной безопасности».
С повторным образованием наркомата госбезопасности 7 мая 1943 года назначен наркомом государственной безопасности Азербайджанской ССР. 9 июля 1945 года присвоено звание «генерал-майор». 16 марта 1953 года, в связи с созданием союзного и республиканских министерств внутренних дел путём объединения МГБ и МВД, назначен министром внутренних дел Азербайджанской ССР.
Депутат Верховного Совета СССР 2-го (1946—1950) и 3-го (1950—1954) созывов.
После падения Л. П. Берии и М. Д. Багирова 29 июля 1953 года был снят с поста, а с 1 января 1954 года уволен в запас «по фактам дискредитации». 1 апреля 1954 года был арестован вместе с генерал-лейтенантами Б. П. Обручниковым и П. А. Судоплатовым, генерал-майорами Н. И. Эйтингоном, А. Ф. Ручкиным.
26 апреля 1954 года Военной коллегией Верховного суда СССР по ст. 63-2, 73, 70 Уголовного кодекса Азербайджанской ССР был приговорён к 25 годам лишения свободы.
На основании Указа Президиума Верховного Совета СССР от 27.05.1970 о помиловании 10 июня 1970 года был освобождён из лагеря в Мордовской АССР. Не реабилитирован.

## Награды
- Орден Ленина (25.02.1946)
- два ордена Красного Знамени (20.09.1943; 24.08.1949)
- Орден Красной Звезды (26.04.1940)
- знак «Заслуженный работник НКВД» (24.04.1943)
- 4 медали.